# Конвой TM 1
Конвой TM 1 (англ. Convoy TM 1) — атлантичний конвой у кількості 9 транспортних суден, що у супроводженні військових кораблів Королівського флоту прямував до Гібралтару з Тринідаду. Конвой був атакований підводною вовчою зграєю в центральній частині Атлантичного океану і сім танкерів було потоплено під час атак, два вціліли та дісталися Гібралтару. Під час атак було пошкоджено дві підводні човни. Це була одна з найуспішніших атак на конвої постачання союзників за всю війну.

## Історія
29 грудня 1942 року U-124 виявив корвет «Годетія», котрий супроводжував два танкери для приєднання до основного конвою. U-514 увійшов у контакт з конвоєм 3 січня, атакував та пошкодив танкер MV British Vigilance, змусивши екіпаж покинути його, хоча судно залишалося на плаву. Дізнавшись, що великий танкерний конвой прямує через Атлантику, ймовірно, для доставки припасів арміям союзників у Північній Африці, адмірал Карл Деніц, головнокомандувач підводних сил Крігсмаріне (BdU), наказав вовчій зграї «Дельфін» спробувати перехопити його.
8 січня на транспортний конвой союзників вийшов U-381, і того ж вечора «вовча зграя» розпочала свої перші атаки. U-436 атакував та потопив SS Oltenia II і пошкодив MV Albert L. Ellsworth. «Гевлок» провів контратаку, пошкодивши та відігнавши U-381, тоді як «Пімпернель» та «Годетія» відбили атаку U-571 та U-575 відповідно. U-522 повернувся наступного ранку та атакував конвой, пошкодивши два танкери, MV Norvik та MV Minister Wedel, тоді як U-442 пошкодив Empire Lytton. U-181 та U-134 атакували, але не змогли вразити жодної цілі. «Годетія» пошкодив U-134 глибинними бомбами.
U-620 підтримував зв'язок з конвоєм і ввечері 9 січня U-522 торпедував два танкери, пошкоджені раніше вранці, Norvik та Minister Wedel, потопивши обидва. Тим часом U-442 повернувся до пошкодженого та покинутого танкера Empire Lytton і добив його двома торпедами, тоді як U-436 повернувся до залишеного екіпажем танкера Albert L. Ellsworth і вогнем своєї палубної гармати добив його. U-511 наразився на MV William Wilberforce, торгове судно, що пливло без супроводу і не входило до складу конвою TM 1, та потопив його.
Атаки німецьких субмарин відновилися в ніч з 10 на 11 січня, коли U-522 торпедував MV British Dominion. Екіпаж танкера залишив корабель, але той був лише пошкоджений і не затонув, доки не прибув U-620, який добив його торпедою та артилерійським вогнем. Інші атаки того вечора та протягом наступних двох днів, здійснені U-571 та U-511, не увінчалися успіхом. На той час конвой наближався до Гібралтару, і есмінець «Квентін» та корвети «Семфір» та «Пентстемон» були відправлені для підсилення ескорту. За підтримки союзної авіації 14 січня конвой досяг Гібралтару без подальших втрат. З початкових дев'яти танкерів, Cliona та Vanja, вціліли два. Остання атака відбулася 24 січня, коли покинутий корпус British Vigilance, торпедований U-514 ще 3 січня, був виявлений U-105 і негайно потоплений.

## Кораблі та судна конвою TM 1

### Транспортні судна
Позначення
| Назва                      | Прапор          | Тоннаж (GRT) | Прим.                                                                                 |
| -------------------------- | --------------- | ------------ | ------------------------------------------------------------------------------------- |
| Albert L. Ellsworth (1937) | Норвегія        | 8309         | 8 січня пошкоджений U-436; наступного дня залишений без екіпажу танкер ним же добитий |
| British Dominion (1928)    | Велика Британія | 6983         | 11 січня пошкоджений U-522, того ж дня потоплений U-620                               |
| British Vigilance (1942)   | Велика Британія | 8093         | 3 січня пошкоджений U-514, 24 січня добитий U-105                                     |
| Cliona (1931)              | Велика Британія | 8375         |                                                                                       |
| Empire Lytton (1942)       | Велика Британія | 9807         | 9 січня затоплений U-442                                                              |
| Minister Wedel (1930)      | Норвегія        | 6833         | 9 січня потоплений U-522                                                              |
| Norvik (1938)              | Панама          | 9555         | 9 січня потоплений U-522                                                              |
| Oltenia II (1942)          | Велика Британія | 6394         | 8 січня затоплений U-436                                                              |
| Vanja (1929)               | Норвегія        | 6198         |                                                                                       |

### Кораблі ескорту
| Назва         | Прапор                                  | Тип корабля                    | Прим.                        |
| ------------- | --------------------------------------- | ------------------------------ | ---------------------------- |
| «Годетія»     | Військово-морські сили Великої Британії | корвет типу «Флавер»           | 28 грудня 1942—14 січня 1943 |
| «Гевлок»      | Військово-морські сили Великої Британії | ескадрений міноносець типу «H» | 28 грудня 1942—14 січня 1943 |
| «Пентстемон»  | Військово-морські сили Великої Британії | корвет типу «Флавер»           | 12—14 січня 1943             |
| «Пімпернель»  | Військово-морські сили Великої Британії | корвет типу «Флавер»           | 28 грудня 1942—14 січня 1943 |
| «Квентін»     | Військово-морські сили Великої Британії | ескадрений міноносець типу «Q» | 12—14 січня 1943             |
| «Семфір»      | Військово-морські сили Великої Британії | корвет типу «Флавер»           | 12—14 січня 1943             |
| «Саксіфрейдж» | Військово-морські сили Великої Британії | корвет типу «Флавер»           | 28 грудня 1942—14 січня 1943 |

## Підводні човни, що брали участь в атаці на конвой
| Назва                            | Тип                              | Командир                                                           | Результати атаки                                                                            |
| Вовча зграя «Долфін» (10 човнів) | Вовча зграя «Долфін» (10 човнів) | Вовча зграя «Долфін» (10 човнів)                                   | Вовча зграя «Долфін» (10 човнів)                                                            |
| -------------------------------- | -------------------------------- | ------------------------------------------------------------------ | ------------------------------------------------------------------------------------------- |
| U-134                            | типу VIIC                        | капітан-лейтенант Рудольф Шендель                                  | пошкоджений фрегатом «Годетія»                                                              |
| U-181                            | типу IXD2                        | корветтен-капітан Вольфганг Лют                                    | не здобув успіху                                                                            |
| U-381                            | типу VIIC                        | оберлейтенант-цур-зее граф Вільгельм-Генріх фон Пюклер унд Лімпург | не здобув успіху; пошкоджений есмінцем «Гевлок»                                             |
| U-436                            | типу VIIC                        | капітан-лейтенант Гюнтер Зайбікке                                  | 8 січня 1943 року затопив Oltenia II та пошкодив Albert L. Ellsworth (наступного дня добив) |
| U-442                            | типу VIIC                        | фрегаттен-капітан Ганс-Йоахім Гессе                                | 9 січня 1943 року потопив Empire Lytton                                                     |
| U-511                            | типу IXC                         | капітан-лейтенант Фріц Шневінд                                     | 9 січня 1943 року потопив поодиноке судно William Wilberforce                               |
| U-522                            | типу IXC                         | капітан-лейтенант Герберт Шнайдер                                  | 9 січня 1943 року потопив Minister Wedel і Norvik та 11 січня пошкодив British Dominion     |
| U-571                            | типу VIIC                        | капітан-лейтенант Гельмут Мельманн                                 | не здобув успіху                                                                            |
| U-620                            | типу VIIC                        | капітан-лейтенант Гайнц Штайн                                      | 11 січня потопив пошкоджений British Dominion                                               |

| Назва        | Тип          | Командир                                | Результати атаки                               |
| Окремі човни | Окремі човни | Окремі човни                            | Окремі човни                                   |
| ------------ | ------------ | --------------------------------------- | ---------------------------------------------- |
| U-105        | типу IXB     | капітан-лейтенант Юрген Ніссен          | 24 січня затопив пошкоджений British Vigilance |
| U-124        | типу IXB     | капітан-лейтенант Йоганн Мор            | не здобув успіху                               |
| U-125        | типу IXC     | капітан-лейтенант Ульріх Фолькерс       | не здобув успіху                               |
| U-514        | типу IXC     | капітан-лейтенант Ганс-Юрген Ауфферманн | 3 січня пошкодив British Vigilance             |